# La Chamba
La Chamba település Franciaországban, Loire megyében. Lakosainak száma 44 fő (2022. január 1.). La Chamba Vollore-Montagne, La Chambonie, Noirétable, Saint-Jean-la-Vêtre és Chalmazel-Jeansagnière községekkel határos.

## Népesség
A település népességének változása:
| Lakosok száma | 87   | 68   | 56   | 59   | 52   | 52   | 50   | 47   | 46   | 44   |
|               | 1968 | 1982 | 1990 | 2006 | 2013 | 2015 | 2017 | 2019 | 2020 | 2022 |